# Prijs voor kunsten en wetenschappen
De Prijs voor kunsten en wetenschappen is een literaire prijs die werd uitgereikt in 1949. In staat gesteld door een gift van het Joh.J. Smit-fonds te Amsterdam heeft de minister van Onderwijs, Kunsten en Wetenschappen in 1949 enkele prijzen beschikbaar gesteld voor kunstenaars en geleerden.

## Gelauwerden
- 1949 - Henriëtte Laman Trip-de Beaufort voor Gijsbert Karel van Hogendorp
- 1949 - F. Bordewijk voor Noorderlicht
- 1949 - Henriette Roland Holst-van der Schalk voor haar gehele oeuvre